# 斜線堂有紀
斜線堂 有紀（しゃせんどう ゆうき、女性、1993年4月1日 - ）は、日本の小説家。日本推理作家協会、本格ミステリ作家クラブ、変格ミステリ作家クラブ、日本SF作家クラブ各会員。

## 経歴・人物
秋田県生まれ。埼玉県育ち。上智大学文学部ドイツ文学科卒業。
幼少期は体が弱く、星新一など片っ端から本を読んでいたという。ミステリーの面白さを知ったのは小学生時代に読んだはやみねかおるの作品。また、中学1年の春に読んだ佐藤友哉の『フリッカー式 鏡公彦にうってつけの殺人』に衝撃を受け「佐藤友哉がいなければ、私は小説家になっていなかった」と明かしている。
大学在学中であった2016年10月、投稿作「キネマ探偵カレイドミステリー」にて、第23回電撃小説大賞の「メディアワークス文庫賞」を受賞。翌年、同作にて作家デビュー。ペンネームは島田荘司『斜め屋敷の犯罪』から。
2021年2月、『楽園とは探偵の不在なり』が第21回本格ミステリ大賞（小説部門）候補作となり、注目を浴びる。
2023年2月、第43回日本SF大賞の選考委員をつとめた。2024年2月、第44回日本SF大賞の選考委員をつとめた。
2024年『星が人を愛すことなかれ』にて、第4回本屋が選ぶ大人の恋愛小説大賞を受賞。2025年2月、第45回日本SF大賞の選考委員をつとめた。

## ミステリ・ランキング
- 週刊文春ミステリーベスト10
  - 2020年 - 『楽園とは探偵の不在なり』3位

- このミステリーがすごい!
  - 2021年 - 『楽園とは探偵の不在なり』6位

- 本格ミステリ・ベスト10
  - 2021年 - 『楽園とは探偵の不在なり』4位
  - 2022年 - 『廃遊園地の殺人』27位
  - 2023年 - 『あなたへの挑戦状』（阿津川辰海との共著）28位

- ミステリが読みたい!
  - 2021年 - 『楽園とは探偵の不在なり』2位

- MRC大賞
  - 2022年 - 『あなたへの挑戦状』（阿津川辰海との共著）6位

## 作品リスト

### 単行本

#### キネマ探偵カレイドミステリー
- キネマ探偵カレイドミステリー（メディアワークス文庫、2017年2月25日、ISBN 978-4-04-892704-8）
- キネマ探偵カレイドミステリー 〜再演奇縁のアンコール〜（メディアワークス文庫、2017年8月25日、ISBN 978-4-04-893328-5）
- キネマ探偵カレイドミステリー 〜輪転不変のフォールアウト〜（メディアワークス文庫、2018年3月23日 ISBN 978-4-04-893695-8）
- キネマ探偵カレイドミステリー 会縁奇縁のリエナクトメント（光文社、2025年3月19日 ISBN 978-4-334-10555-6）
  - 作為改変のコンティニュイティ（『Jミステリー2022 FALL』光文社文庫、2022年10月12日）
  - 懐古所以のオデッセイ（『ジャーロ』No.89 2023 JULY、光文社、2023年7月28日）
  - 断崖空壁の劇場落下（『ジャーロ』No.90 2023 SEPTEMBER、光文社、2023年9月29日）
  - 水没錯誤の幽霊譚（『ジャーロ』No.91 2023 NOVEMBER、光文社、2023年11月24日）
  - 一生一会のカーテンレイス（『ジャーロ』No.92  2024 JANUARY、光文社、2024年1月26日）
  - 会縁奇縁のリエナクトメント（『ジャーロ』No.93 2024 MARCH、光文社、2024年3月29日）

#### 死体埋め部シリーズ
- 死体埋め部の悔恨と青春（新紀元社 ポルタ文庫、2019年8月10日 ISBN 978-4-7753-1752-5 / 創元推理文庫、2025年6月27日 ISBN 978-4-488-44521-8）
- 死体埋め部の回想と再興（新紀元社 ポルタ文庫、2020年9月15日 ISBN 978-4-7753-1858-4 / 創元推理文庫、2025年7月31日 ISBN 978-4-488-44522-5）

#### 神神化身シリーズ
- 神神化身 壱 春惜月の回想（KADOKAWA IIV、2021年3月25日 ISBN 978-4-04-893078-9）
- 始まりの願い 神神化身（KADOKAWA IIV、2022年2月25日 ISBN 978-4-04-893098-7）

#### プロジェクト・モリアーティ
- プロジェクト・モリアーティ 1 絶対に成績が上がる塾（朝日新聞出版 ナゾノベル、2024年4月19日、ISBN 978-4-02-332333-9）
- プロジェクト・モリアーティ 2 正義の名探偵と体育祭の怪人（朝日新聞出版 ナゾノベル、2024年12月9日、ISBN 978-4-02-332404-6）

#### その他の小説
- 私が大好きな小説家を殺すまで（メディアワークス文庫、2018年10月25日 ISBN 978-4-04-912111-7）
- 夏の終わりに君が死ねば完璧だったから（メディアワークス文庫、2019年7月25日 ISBN 978-4-04-912583-2）
- コールミー・バイ・ノーネーム（星海社FICTIONS、2019年9月13日 ISBN 978-4-06-517200-1）
- 不純文学 1ページで綴られる先輩と私の不思議な物語（宝島社文庫、2019年10月4日 ISBN 978-4-8002-9861-4）
  - さよならに取られた傷だらけ 不純文学（河出文庫、2024年11月 ISBN 978-4-309-42145-2） - 増補版
- 詐欺師は天使の顔をして（講談社タイガ、2020年1月22日 ISBN 978-4-06-518234-5）
- 恋に至る病（メディアワークス文庫、2020年3月25日 ISBN 978-4-04-913082-9）
- 楽園とは探偵の不在なり（早川書房、2020年8月20日 ISBN 978-4-15-209961-7 / ハヤカワ文庫JA、2022年11月16日 ISBN 978-4-15-031538-2）
- ゴールデンタイムの消費期限（祥伝社、2021年1月7日 ISBN 978-4-396-63601-2 / 角川文庫、2024年1月23日 ISBN 978-4-04-114316-2）
- 廃遊園地の殺人（実業之日本社、2021年9月21日 ISBN 978-4-408-53793-1 / 実業之日本社文庫、2024年10月4日 ISBN 978-4-408-55903-2）
- 愛じゃないならこれは何（集英社、2021年12月3日 ISBN 978-4-08-790068-2 / 集英社文庫、2025年4月18日 ISBN 978-4-08-744760-6）
  - きみの長靴でいいです（JUMP j BOOKS公式note、集英社、2020年12月24日）
  - 愛について語るときに我々の騙ること（JUMP j BOOKS公式note、集英社、2020年8月5日 / 再録：『STORY MARKET 恋愛小説編』集英社文庫、2021年3月19日）
  - 健康で文化的な最低限度の恋愛（JUMP j BOOKS公式note、集英社、2020年6月29日）
  - ミニカーだって一生推してろ（JUMP j BOOKS公式note、集英社、2021年3月14日）
  - ささやかだけど、役に立つけど（書き下ろし）
- 君の地球が平らになりますように（集英社、2022年12月5日、ISBN 978-4-08-790097-2）
  - 君の地球が平らになりますように（JUMP j BOOKS公式note、集英社、2022年8月8日）[15]
  - 『彼女と握手する』なら無料（JUMP j BOOKS公式note、集英社、2021年12月24日）[16]
  - 転ばぬ先の獣道（JUMP j BOOKS公式note、集英社、2022年2月19日）[17]
  - 大団円の前に死ぬ（JUMP j BOOKS公式note、集英社、2022年9月16日）[18]
  - 平らな地球ではキスはできない（書き下ろし）
- 回樹（早川書房、2023年3月23日、ISBN 978-4-15-210225-6）
  - 回樹（『S-Fマガジン』2021年2月号、早川書房、2020年12月25日）
  - 骨刻（『S-Fマガジン』2022年6月号、早川書房、2022年4月25日）
  - BTTF葬送（『2084年のSF』ハヤカワ文庫JA、2022年5月24日）
  - 不滅（『S-Fマガジン』2022年12月号、早川書房、2022年10月25日）
  - 奈辺（『S-Fマガジン』2022年8月号、早川書房、2022年6月24日）
  - 回祭（書き下ろし）
- 本の背骨が最後に残る（光文社、2023年9月21日、ISBN 978-4-334-10051-3）
  - 本の背骨が最後に残る（『蠱惑の本 異形コレクションL』光文社文庫、2020年12月9日 / 再録：『ベストSF2021』竹書房文庫、2021年11月22日）
  - 死して屍知る者無し（『秘密 異形コレクションLI』光文社文庫、2021年6月16日）
  - ドッペルイェーガー（『狩りの季節 異形コレクションLII』光文社文庫、2021年11月16日）
  - 痛妃婚姻譚（『ギフト 異形コレクションLIII』光文社文庫、2022年4月12日）
  - 『金魚姫の物語』（『超常気象 異形コレクションLⅣ』光文社文庫、2022年12月13日）
  - デウス・エクス・セラピー（『ヴァケーション 異形コレクションLV』光文社文庫、2023年5月10日)
  - 本の背骨が最初に形成る（書き下ろし）
- 星が人を愛すことなかれ（集英社、2024年8月26日、ISBN 978-4-08-790174-0）
  - ミニカーを捨てよ、春を呪え（JUMP j BOOKS公式note、集英社、2023年9月1日）
  - 星が人を愛すことなかれ（JUMP j BOOKS公式note、集英社、2024年2月16日）
  - 枯れ木の花は燃えるか（JUMP j BOOKS公式note、集英社、2023年1月16日）
  - 星の一生（書き下ろし）
- ミステリ・トランスミッター 謎解きはメッセージの中に（双葉社、2024年9月19日、ISBN 978-4-575-24769-5）
  - ある女王の死（『小説推理』2023年4月号、双葉社、2023年2月27日）
  - 妹の夫（『小説推理』2022年9月号、双葉社、2022年7月27日）
  - 雌雄七色（『小説推理』2022年2月特大号、双葉社、2021年12月27日 / 再録：『斬新 THE どんでん返し』双葉文庫、2023年4月12日）
  - ワイズガイによろしく（『小説推理』2024年10月号、双葉社、2022年8月27日）
  - ゴールデンレコード収録物選定会議予選委員会（『小説推理』2024年2月号、双葉社、2023年12月27日）

### 電子書籍

#### 池袋シャーロック、最初で最後の事件
- 池袋シャーロック、最初で最後の事件 第1話 教え子と鈍色の研究 The extra problem（星海社 e-FICTIONS、2021年1月27日）
- 池袋シャーロック、最初で最後の事件 第2話 友とまだらの雪の冒険 The extra problem（星海社 e-FICTIONS、2021年1月27日）
- 池袋シャーロック、最初で最後の事件 第3話 遺され組合の帰還 The extra problem（星海社 e-FICTIONS、2021年1月31日）
- 池袋シャーロック、最初で最後の事件 第4話 密室の醜聞 The extra problem（星海社 e-FICTIONS、2021年1月31日）
- 池袋シャーロック、最初で最後の事件 第5話 四つの推理の回想 The extra problem（星海社 e-FICTIONS、2021年2月8日）
- 池袋シャーロック、最初で最後の事件 第6話 北崎教授の最後の挨拶 The extra problem （星海社 e-FICTIONS、2021年2月8日）

### 同人誌（私家版）
- 月曜日が好きだと君は言うけれど（2022年5月29日）
- 煉獄の変奏、あるいは一切の希望を捨てよ（2023年5月21日）
- 脱法短篇小説集成 壱（2023年5月21日）
- 最後にして最初の探偵（ノベリスト）（2024年5月19日）
- 世界滅亡後探偵（2024年12月1日）

### 単行本未収録作品

#### 雑誌等掲載
- その花の意味も知らなかった（星海社 READING×READING、2020年2月）
- 殺意の融解点（星海社 READING×READING、2020年2月）
- 神神化身（『神神化身』公式Twitter、2020年5月23日 - 連載中 ）
- ウィンチェスター・マーダー・ミステリー・ハウスの殺人（『ミステリマガジン』2021年5月号、早川書房、2021年3月25日）
- 肉壁通信（『STORY BOX』2021年6月号、小学館、2021年5月25日）
- Buried with my CAAAAAT.（Mephisto Readers Club、講談社、2022年3月7日 / 再録：『黒猫を飼い始めた』講談社、2023年2月22日）
- 死体埋め部と落単エミネンス（『上智新聞』588号、上智新聞編集局、2022年4月27日）[19]
- ライ麦畑でつかまえていて（クラウドファンディング「小説家・佐藤友哉（愛称ユヤタン）のデビュー20周年記念復刊企画を祝福したい！」リターン、星海社、2022年8月31日[20]）
- 一一六二年のlovin' life（『小説現代』2022年10月号、講談社、2022年9月22日）
- オメラスはお前を許さない（『小説すばる』2022年11月号、集英社、2022年10月17日）
- かつてそこにあった楽園に捧ぐ（『楽園とは探偵の不在なり』〈ハヤカワ文庫JA〉一部書店特典、2022年11月16日[21]）
- 妻貝朋希を誰も知らない（『別冊文藝春秋』2023年11月号、文藝春秋、2023年10月20日 / 再録：『禁断の罠』文春文庫、2023年12月6日）
- 導火譚（ケムール 煙たい物語、2024年3月30日）
- その春に用がある（『文藝』2024年夏季号、河出書房新社、2024年4月6日）
- カタリナの美しき車輪（『小説新潮』2024年8月号、新潮社、2024年7月22日）
- お茶はできない並んで歩く（『SFマガジン』2024年10月号、早川書房、2024年8月23日）
- 場外戦（『文藝』2024年冬季号、河出書房新社、2024年10月7日）
- 涸渇（『小説新潮』2025年3月号、新潮社、2025年2月20日）
- 私は呪い、君は愛。（『文藝』2025年夏季号、河出書房新社、2025年4月7日）

#### アンソロジー収録
- 神の両目は地べたで溶けてる（『小説の神様 わたしたちの物語 小説の神様アンソロジー』講談社タイガ、2020年4月22日）[22]
- Stay sweet, sweet home（『ステイホームの密室殺人 1 コロナ時代のミステリー小説アンソロジー』星海社FICTIONS、2020年8月19日）
- 東雲高校文芸部の崩壊と殺人（『放課後探偵団2 書き下ろし学園ミステリ・アンソロジー』創元推理文庫、2020年11月27日）
- 百合である値打ちもない（『彼女。 百合小説アンソロジー』実業之日本社、2022年3月17日 / 実業之日本社文庫、2024年2月）
- 選挙に絶対行きたくない家のソファーで食べて寝て映画観たい(『百合小説コレクション wiz』河出文庫、2023年2月4日)
- ヒュブリスの船（『NOVA 2023年夏号』河出文庫、2023年4月6日）
- 外科室2.0（『幻想と怪奇 ショートショート・カーニヴァル』新紀元社、2023年6月13日）
- 帰投（『異形コレクションLVI 乗物綺談』光文社文庫、2023年11月14日）
- Twitterが終了したので、ここでしか繋がっていなかった助手との関係が切れた。（『小説集 Twitter終了』中央公論新社、2023年11月20日）
- 肉霊芝（『異形コレクションLVII 死者の凱旋』光文社文庫、2024年6月11日）
- 鳥の密室（『ミステリー小説集 脱出』中央公論新社、2024年5月22日）
- 本葬（『不思議な本棚 幻想と怪奇ショートショート・カーニヴァル』新紀元社、2024年6月21日）
- 最高まで行く（『貴女。 百合小説アンソロジー』実業之日本社、2024年6月27日）
- アプローズ、アプローズ（『サイボーグ009トリビュート』河出文庫、2024年7月8日）
- 火の手（『5分で読める！誰かに話したくなる怖いはなし』宝島社文庫、2024年7月26日）
- 前の住人の話（『5分で読める！誰かに話したくなる怖いはなし』宝島社文庫、2024年7月26日）
- じゅうごしゅうねん、おめでとう（『君に贈る15ページ』メディアワークス文庫、2024年12月25日）
- キャロル・ハートネル大いに憤慨す（『名探偵と学ぶミステリ 推理小説アンソロジー&ガイド』早川書房、2025年4月2日）
- うん（『人マニア ノベルアンソロジー』HOWLノベルス、2025年7月30日）

#### 同人誌（私家版）掲載作
- 僕は本山らのに恋をする（『本山らの公式アンソロジー 本山らのと、先生と』本山らの文庫、2019年5月6日）
- 映えある負け犬たちの祝宴（『多美丘』強力な雫、2019年10月29日）
- オルタナラティブ・スイートハート（『Another』アリオト、2019年11月24日）
- 適性の適正の静的な性的、あるいは鬼村幸奈の物語（『斜線堂有紀VS打倒斜線堂有紀』強力な雫、2019年11月24日）
- 君の声は、ガラスの靴が割れる音だった。（『少女たちの音楽事変 書き下ろし音楽小説アンソロジー』Laughter-magic、2020年12月31日）

### 共著
- 円居挽のミステリ塾（星海社新書、2022年6月 ISBN 978-4-06-528065-2） - 円居挽、青崎有吾、日向夏、相沢沙呼、麻耶雄嵩との共著。円居挽との対談を収録。
- あなたへの挑戦状（講談社、2022年9月 ISBN 978-4-06-529350-8） - 阿津川辰海との共著。

### 漫画原作
- 奉神軍紀（画：石黒テル密、集英社「週刊ヤングジャンプ」2019年 No.13 掲載）
- 魔法少女には向かない職業（画：片山陽介、集英社「ウルトラジャンプ」2020年3月号 - 連載中）
- きみのためのエデン（画：Whomor、集英社「ジャンプTOON」2024年6月1日ｰ連載中）

### エッセイ
- 幻想キネマ倶楽部 〜小説家 斜線堂有紀とファンタジー映画観てみない？〜（「パンタポルタ」新紀元社、2018年10月 - 2020年1月）
- 私が舌を巻いた詐欺事件ベスト3（「Webジェイ・ノベル」実業之日本社、2020年1月28日）
- 詐欺師は天使の顔をして あとがきのあとがき（「メフィスト」2020 VOL.1、講談社、2020年4月1日）
- 荒木比奈を見つけた日、神の目がとろけた（「tree」講談社、2020年4月22日）[23]
- 昼に着るのはドレスがいい 夜にあるのは牙が良い（『幻想と怪奇2 人狼伝説』新紀元社、2020年5月19日）
- 最高のひと皿（「小説すばる」2020年12月号、集英社）
- 境界線上の異形、その壁が鳴っている（『幻想と怪奇4 吸血鬼の系譜 スラヴの不死者から夜の貴族へ』新紀元社、2020年11月21日）
- これからミステリ好きになる予定のみんなに読破してほしい100選（『ハヤカワミステリマガジン』早川書房、2021年5月号 - 連載中）
- 斜線堂有紀のオールナイト読書日記（「tree」講談社、2021年4月19日 - 連載中）[24]
- 毎夜死ぬ私達が、現実上手になるために（『幻想と怪奇 6 夢境彷徨 種村季弘と夢想の文書館』新紀元社、2021年5月22日）

### 解説
- 阿津川辰海『星詠師の記憶』（光文社文庫、2021年10月13日）
- 佐藤友哉『佐藤友哉デビュー20周年記念復刊企画 フリッカー式 鏡公彦にうってつけの殺人』（星海社FICTIONS、2021年11月16日）
- 山田正紀『山田正紀・超絶ミステリコレクション#4 囮捜査官 北見志穂3 荒川嬰児誘拐』（徳間文庫 トクマの特選！、2022年2月8日）
- 伴名練『なめらかな世界と、その敵』（ハヤカワ文庫JA、2022年4月20日）
- 鵜飼有志『死亡遊戯で飯を食う。3』（MF文庫J、2023年04月25日）
- 吉屋信子『帰らぬ日』（河出文庫、2023年7月20日）
- 森博嗣『馬鹿と嘘の弓』（講談社文庫、2023年7月14日）
- 芦沢央『神の悪手』（新潮文庫、2024年5月29日）
- 中山七里『作家刑事毒島の嘲笑』(幻冬舎文庫、2024年9月5日)

### ボイスドラマ
- マウス二人芝居 死体埋め部の栄光と旅路（マウスプロモーション、2020年5月25日） - シナリオ担当
- 捲土重来 (welcome back,friend)（神神化身-Dance and Music for KAMI- 櫛魂衆 舞奏曲集・壱、IIV、2020年12月16日）ｰ シナリオ担当
- 砂上の理想郷（神神化身-Dance and Music for KAMI- 闇夜衆 舞奏曲集・壱、IIV、2020年12月16日）ｰ シナリオ担当

### 朗読劇
- READING MUSEUM「池袋シャーロック、最初で最後の事件」（2021年1月26日 - 2月7日） - 脚本[25]

### ボードゲーム
- キルタイム・キラーズ 絶泉館の殺人（オーシャンフロンティア、2022年7月28日） - シナリオ・設定[26]
- キルタイム・キラーズ 真明市連続殺人事件（ブシロード、2024年6月28日）